# Krasznije Csetai-i járás
A Krasznije Csetai-i járás (oroszul Красночетайский район, csuvas nyelven Хĕрлĕ Чутай районĕ) Oroszország egyik járása Csuvasföldön. Székhelye Krasznije Csetai.

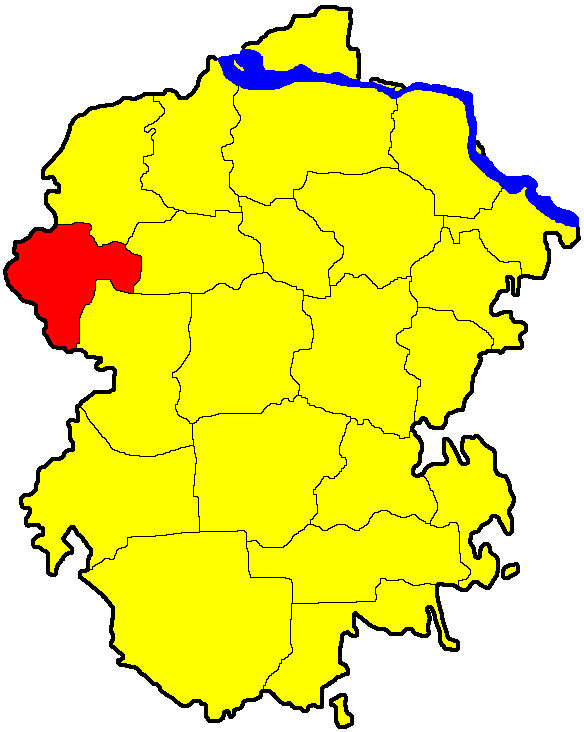
A Krasznije Csetai-i járás Csuvasföldön

## Népesség
- 1989-ben 24 589 lakosa volt.
- 2002-ben 21 117 lakosa volt, melynek 97%-a csuvas.
- 2010-ben 16 941 lakosa volt.